# Південна Індія
Південна Індія — регіон, що складається зі штатів Андхра-Прадеш, Карнатака, Керала і Тамілнад, а також союзних територій Лакшадвіп і Пудучеррі.
Жителі Південної Індії говорять п'ятьма дравідійськими мовами — каннада, малаялам, тамільською, телугу і тулу.
Близько 83 % від населення Південної Індії сповідують індуїзм. Іслам займає друге місце за кількістю послідовників у регіоні, з 11 %, в той час як 5 % сповідують християнство.
Середній рівень грамотності в Південній Індії становить приблизно 73 %, що значно вище, ніж у середньому в Індії на 60 %. Керала лідирує серед штатів Індії з кількістю грамотних 91 %.
Південна Індія оточена Аравійським морем на заході, Індійським океаном на півдні і Бенгальською затокою на сході.
У Південній Індії знаходяться Деканське плоскогір'я, гірські гряди Західні Гати і Східні Гати. Годаварі, Крішна, Тунгабхадра і Кавері — важливі річки.